# Thomas Meunier
Thomas Meunier (Sainte-Ode, 12 september 1991) is een Belgische voetballer, die doorgaans als rechtsback speelt. Meunier debuteerde in november 2013 in het Belgisch voetbalelftal.

## Clubcarrière

### Jeugd
Thomas Meunier werd geboren in Sainte-Ode, een klein dorpje met ongeveer 2.000 inwoners in de provincie Luxemburg. Hij speelde van zijn vijfde bij de lokale voetbalclub RUS Sainte-Ode. Daarna verhuisde hij naar RUS Givry. Op zijn dertiende veroverde hij een plaats in de jeugdacademie van Standard. In de hoop ooit door te breken in het eerste elftal op Sclessin, volgde op zijn vijftiende de ontnuchtering. Hij kon niet bij Standard blijven, niet tegenstaande hij international werd bij de U16. Meunier kampte met groeiprobleem. In twee jaar tijd groeide Meunier 30 centimeter en was hierdoor veel geblesseerd. Na zijn gedwongen vertrek kreeg hij een degout van het voetbal en wou hiermee stoppen. Meunier had zijn buik ook vol van het ritme bij Standard. Hij had geen sociaal leven meer. Uiteindelijk mocht hij een wedstrijd meespelen op een talentendetectiedag bij Excelsior Virton in de jeugdreeksen. Ze wonnen met 15-3 en Meunier scoorde tien goals. Na afloop kwam de coach naar Meunier toe met de vraag welk nummer hij wilde.
Na het behalen van zijn middelbare school-diploma werd Meunier postbode. Hij deed deze job twee maanden. Daarna veranderde hij van werk: hij kwam terecht in een fabriek voor assemblage van auto-onderdelen. Tegelijkertijd speelde hij als voetballer en stond hij ook bekend als een uitstekende zaalvoetballer.

### Excelsior Virton
In het seizoen 2008/09 maakte Meunier deel uit van de A-kern van Excelsior Virton, een club die op dat moment actief was in de Tweede klasse. In de terugronde viel hij enkele keren in. De eerste helft van het seizoen miste hij wegens blessures. Daarom wou de club hem laten vertrekken naar vierdeklasser Givry. Toen Michel Renquin hoofdtrainer werd, stelde deze zijn veto. Meunier werd basisspeler, scoorde nog vijf keer en tekende een vijfjarig contract. Na afloop van dat seizoen degradeerde Virton naar Derde klasse. 
In eerste instantie kwam Meunier met mondjesmaat aan spelen toe, maar in zijn tweede seizoen kreeg hij meer speelkansen. In zijn derde seizoen werd Meunier een van de sterkhouders bij Virton. Hij speelde als spits en scoorde plots wondermooie goals. Mensen begonnen zijn doelpunten te filmen en te posten op YouTube. Een deel ging viraal op de sociale media. Vanuit het niets waren plots grote clubs geïnteresseerd. Er plakte een prijskaartje van € 100.000,- op hem, peanuts. Meunier was een technisch heel onderlegde speler die voorin zowat overal opduikt, op elk moment een gevaarlijke individuele actie kon ondernemen en met zijn afstandsschot ook vanuit de tweede linie voor dreiging kon zorgen. Hij speelde zich zo in de kijker van onder andere Sint-Truiden VV, RSC Anderlecht, Club Brugge KV en Standard Luik. Die laatste club die hem vijf jaar geleden met een onvoldoende uitrangeerde was voor Meunier geen optie. Door zijn techniek en zijn spectaculaire doelpunten deed hij aan Luc Nilis denken.

### Club Brugge
Op 17 januari 2011 tekende Thomas Meunier op negentienjarige leeftijd een contract bij Club Brugge, maar maakte eerst het seizoen af bij Virton. Hij supporterde zijn hele leven lang al voor ‘’blauw-zwart’’. Aanvankelijk wou Brugge hem bij een andere eersteklasser laten rijpen. Westerlo was in beeld. Club Brugge wou Meunier absoluut en bewees dat met het contract van een volwaardige A-kernspeler én met de deal die ze met zijn club sloten.
In Brugge vormden trainers Georges Leekens en Juan Carlos Garrido hem om van een vleugelaanvaller tot een rechtsachter. Leekens deed dat in het verleden wel vaker: onder andere Gordan Vidovic en Guillaume Gillet maakten onder hem een metamorfose. Hij speelde vijf seizoenen voor Club Brugge en won in het seizoen 2014/15 de Beker van België en in 2015/16 het Belgische landskampioenschap. Door de kwaliteiten van Meunier had hij de interesse van heel wat topclubs in Europa gewekt.

### Paris Saint-Germain
Meunier tekende in juli 2016 een contract voor vier jaar bij Paris Saint-Germain, met een jaarsalaris van meer dan een miljoen euro zonder premies. Hij stond al even in de belangstelling van de Parijzenaars. In het contract van Meunier bij Club Brugge stond een vertrekclausule van € 6.000.000,-. Hij is het symbool van de erg bescheiden transfercampagne van PSG in de zomer van 2016, met andere nieuwkomers als Hatem Ben Arfa en Grzegorz Krychowiak. Hij kwam terecht in een kleedkamer met spelers die de betekenis van het woord ‘overwinning’ kennen en opgegroeid zijn met stevige concurrentie. Al van bij de Amerikaanse tournee maakte Meunier indruk: hij scoorde zelfs twee keer tegen Real Madrid.
Op 28 augustus 2016 debuteerde Thomas Meunier in de Ligue 1, uit tegen AS Monaco. Na een uur spelen mocht hij invallen voor David Luiz. De wedstrijd eindigde op een 3-1 nederlaag. In de heenronde van de competitie is hij niet altijd titularis, maar in de loop van het seizoen verzamelde hij toch heel wat speeltijd. Op 1 november 2016, in zijn eerste Champions Leaguewedstrijd tegen FC Basel, maakt hij een buitengewone goal met een volley buitenkant voet na een voorzet van Adrien Rabiot. Maar zijn populariteit gaat echt door het dak bij de komst van Barcelona naar het Parc des Princes op 17 februari 2017, voor de achtste finales van de Champions league. Hij bekroont zijn prestatie met een uitbraak over rechts en met een assist op Edinson Cavani, die de eindstand vastlegde op 4-0. Alle waarnemers waren onder de indruk van zijn atletisch vermogen en gave techniek. Na het laatste fluitsignaal van de spetterende wedstrijd werd hij tot man van de match verkozen. Drie weken later zag zijn  wereld er heel anders uit. Na de misschien wel mooiste Europese avond uit zijn carrière, volgde de zwaarste vernedering: de fameuze remontada (6-1). Zijn eerste doelpunt in de competitie maakte hij tegen Lorient op 21 december 2016. Het was direct met een fenomenale lob. In zijn eerste seizoen pakte Monaco de landstitel. Thomas Meunier won op 28 mei 2017 met PSG in de bekerfinale in Saint-Denis zuinig met 1-0 van Angers. Hij won dat seizoen ook de Ligabeker tegen Monaco. Meunier speelde in zijn eerste seizoen 36 wedstrijden, scoorde hierin twee keer en gaf vijf assists.
Voor seizoen 2017/18 werden er meerdere sterren aangetrokken bij Paris Saint-Germain: Neymar, Mbappé en Dani Alves kwamen de kern versterken. Nadat Meunier in zijn eerste seizoen het duel met Serge Aurier (deze vertrok naar Tottenham) had gewonnen, zag hij met Alves nu opnieuw een ijzersterke rechtsback opduiken. Meunier leek dus terug op de bank te belanden als doublure. De Baskische coach Unai Emery had echter altijd al bewondering gehad voor de Belg. In zijn tweede seizoen in Parijs vierde Meunier zijn eerste landstitel met PSG. Op 31 maart won Meunier zonder op het veld te komen de Coupe de la Ligue tegen AS Monaco met 3-0. Hij won op 8 mei 2018 met PSG de Finale Coupe de France 2018 tegen derdeklasser Les Herbiers VK met 0-2. Meunier valt vier minuten voor tijd in voor Alves. Het is meteen zijn tweede bekeroverwinning in dit één seizoen. Ondanks de concurrentiestrijd speelde Meunier 34 wedstrijden waarin hij vijf keer wist te scoren en evenveel assists gaf. De wedstrijden die hij speelde waren hoofdzakelijk in de Ligue 1 en de bekercompetities. In de Champions League mocht hij slechts in één wedstrijd meedoen. Zijn club werd vervroegd uitgeschakeld in de achtste finale door Real Madrid.
In mei 2018 werd Thomas Tuchel aangesteld om PSG in het seizoen 2018/19 naar een eerste Champions League overwinning te brengen. Aanvankelijk verzeilde Meunier bij PSG op de bank. Door een blessure van Alves herwon hij zijn basisplaats. In september 2018 scoorde het eerste doelpunt voor PSG in de Champions League campagne tegen Liverpool. De wedstrijd werd met 3-2 verloren. Op de zesde speeldag tegen Stade Rennes onderscheidde hij zich door twee assist te geven en een doelpunt te scoren in de wet 1-3 gewonnen wedstrijd. Eén speeldag later begon hij op de bank tegen Stade Reims. Na 20 minuten mocht hij Colin Dagba vervangen. Hij bedankte zijn invalbeurt met een nieuw doelpunt (4-1 overwinning). Na twee maanden sinds de start van het nieuwe seizoen had hij de beste aanvalscijfers als verdediger in de vijf grootste Europese competities. Hij was op dat ogenblik beslissend met drie goals en evenveel assists. Hoewel de nieuwe coach Thomas Tuchel niet zo veel vertrouwen in hem had, is Thomas Meunier erin geslaagd zich op te werpen als een van de belangrijkste elementen van het systeem van Tuchel. In februari 2019 was Meunier out met een hersenschudding die hij opliep tegen Bordeaux. Hierdoor stond hij drie wedstrijden aan de kant. Op 17 maart 2017 werd hij vervangen tegen Marseille door een knieblessure. Deze hield hem twee speeldagen aan de kant hield. Op 14 april 2019 maakte hij zijn comeback tegen nummer twee Lille. Meunier scoorde na zeven minuten in eigen doel en moest tot overmaat van ramp nog voor het half uur het veld moest verlaten. PSG verloor met zware 5-1 cijfers waardoor het titelfeest uitgesteld werd. Hierdoor stond hij een maand aan de kant. Meunier werd voor de tweede maal op rij kampioen. Hij ging zijn laatste contractjaar in. Op het einde van dat seizoen vroeg de Duitse trainer hem toch om zijn contract uit te doen. Meunier speelde in zijn derde seizoen in Parijse loondienst 31 wedstrijden waarin hij goed was voor vijf doelpunten en zeven assists.
In juni 2020 raakte bekend dat het verhaal in Parijs over was voor Meunier. Gedurende vier seizoenen in het Prinsenpark was de verdediger nooit helemaal zeker geweest van een basisplaats. Daarom werd zijn contract niet meer verlengd door sportief directeur Leonardo. In Parijs won hij in vier jaar onder meer drie titels (2018, 2019 en 2020). Hij speelde 128 wedstrijden voor de Parijzenaars, waarin hij 13 keer scoorde en 22 assists gaf.

### Borussia Dortmund
Op 25 juni 2020, tijdens de coronacrisis tekende Meunier een contract bij Borussia Dortmund tot juni 2024, dat hem transfervrij inlijfde. Meunier wordt er ploegmaat van collega-Rode Duivels Axel Witsel en Thorgan Hazard. De keuze voor Dortmund was er een van het hart. Meunier was intussen al 28 en zocht een club met mijn mentaliteit. Hij ziet in Dortmund het verlengde van Club Brugge: ambitieus, authentiek en nuchter op een prettige manier. De rechtsachter moet er mee het vertrek opvangen van Achraf Hakimi, die terugkeert naar zijn moederclub Real Madrid. Meunier verklaarde dat de sfeer in CL-match met PSG zijn keuze heeft beïnvloed. Hij kreeg er het rugnummer 24.
Op 14 september debuteerde Meunier voor zijn nieuwe club in de basis in de bekerpartij tegen derdeklasser MSV Duisburg. Dortmund won met 0-5. Ook in zijn eerste Bundesliga wedstrijd tegen Borussia Mönchengladbach stond hij in de basis. Dortmund won met 3-0. Zijn eerste doelpunt maakte hij op 16 januari 2021 tegen Mainz (1-1). Borussia Dortmund won in 2021 de Duitse beker. In de finale in het Olympiastadion in Berlijn rekende het af met RB Leipzig. Het werd 4-1. Thomas Meunier kwam één minuut voor tijd van de bank. In zijn eerste seizoen speelde Meunier in alle competities samen 33 wedstrijden waarin hij één keer scoorde en goed was voor twee assists.
In het seizoen 2021/22 kwam hij, mede door blessureleed, maar tot 16 wedstrijden, over alle competities heen. Na Nieuwjaar kwam hij maar twee keer meer in actie.
In het seizoen 2022/23 stond Meunier niet op de spelerslijst die Borussia Dortmund bij de UEFA ingediend heeft voor de groepsfase van de Champions League. De rechtsachter zat op een zijspoor bij de Duitse vicekampioen en coach Edin Terzić. Hij ging ook zijn laatste contractjaar in. Pas op 3 december, na een periode van negen maanden afwezigheid vanwege blessures, kwam hij weer aan de oppervlakte met een korte invalbeurt tegen Leverkusen. De volgende zeven competitiewedstrijden groeide hij - mede door blessureleed van de concurrentie - plots weer uit tot basisspeler. Een certitude was hij echter niet meer. In totaal speelde Meunier 83 matchen voor de Borussen, daarin scoorde hij 3 goals.

### Trabzonspor
Nadat zijn verbintenis bij Dortmund verbroken werd, kon Meunier op 7 februari 2024 contract voor anderhalf jaar tekenen bij Trabzonspor in Turkije. Meunier is niet de eerste Belg die er gaat voetballen. In het verleden verdedigden o.a. Jean-Marie Pfaff, Bernd Thijs en Hans Somers de kleuren van Trabzonspor.
Een dag na zijn transfer heeft Thomas Meunier al zijn debuut gemaakt voor zijn nieuwe club. Hij was meteen belangrijk. In de 1/8e finales van de Turkse beker bij tweedeklasser Gençlerbirliği gaf hij in de extra tijd de assist voor de gelijkmaker. Trabzonspor won uiteindelijk na verlengingen met 1-2 en plaatste zich zo voor de kwartfinales. Ook in zijn tweede wedstrijd liet Meunier zich opmerken met een assist. Trabzonspor won de match tegen Hatayspor overigens met 2-0. Meunier maakte op 12 mei zijn eerste doelpunt in de met 3-0 gewonnen wedstrijd tegen Istanbulspor. Hij stond dat seizoen in alle 14 competitiewedstrijden in de basis. Meunier speelde ook in de 3-2 verloren bekerfinale tegen Beşiktaş JK.
Op het einde van het seizoen ontbond Meunier zijn contract bij Trabsonspor via een exitclausule. Dat gebeurde vijf minuten voor het verstrijken van de deadline waarin deze clausule zou verlopen. Meunier speelde negentien wedstrijden in Turkse loondienst waarin hij één doelpunt scoorde en vijf assists gaf.

### Lille OSC
Op 19 juli 2024 tekende Meunier een contract voor twee seizoenen bij de Noord-Franse eersteklasser Lille OSC. Voor Meunier werd het zijn tweede passage in de Ligue 1. Eerder verdedigde hij er al de kleuren van PSG.

## Clubstatistieken
| Seizoen     | Club                | Competitie    | Competitie | Competitie | Competitie | Beker | Beker | Beker | Europa | Europa | Europa | Totaal | Totaal | Totaal |
| Seizoen     | Club                | Competitie    | Wed.       | Dlp.       | Ass.       | Wed.  | Dlp.  | Ass.  | Wed.   | Dlp.   | Ass.   | Wed.   | Dlp.   | Ass.   |
| ----------- | ------------------- | ------------- | ---------- | ---------- | ---------- | ----- | ----- | ----- | ------ | ------ | ------ | ------ | ------ | ------ |
| 2008/09     | RE Virton           | Tweede klasse | 5          | 0          | 0          | 1     | 0     | 0     | —      | —      | —      | 6      | 0      | 0      |
| 2009/10     | RE Virton           | Derde klasse  | 16         | 3          | 0          | 1     | 0     | 0     | —      | —      | —      | 17     | 3      | 0      |
| 2010/11     | RE Virton           | Derde klasse  | 28         | 10         | 0          | 1     | 1     | 0     | —      | —      | —      | 29     | 11     | 0      |
| Club Totaal | Club Totaal         | Club Totaal   | 49         | 13         | 0          | 3     | 1     | 0     | 0      | 0      | 0      | 52     | 14     | 0      |
| 2011/12     | Club Brugge         | Eerste klasse | 35         | 3          | 4          | 2     | 1     | 1     | 12     | 1      | 1      | 49     | 5      | 6      |
| 2012/13     | Club Brugge         | Eerste klasse | 21         | 4          | 2          | 1     | 0     | 0     | 6      | 0      | 0      | 28     | 4      | 2      |
| 2013/14     | Club Brugge         | Eerste klasse | 32         | 3          | 1          | 1     | 0     | 0     | —      | —      | —      | 33     | 3      | 1      |
| 2014/15     | Club Brugge         | Eerste klasse | 30         | 2          | 4          | 5     | 0     | 3     | 11     | 0      | 0      | 46     | 2      | 7      |
| 2015/16     | Club Brugge         | Eerste klasse | 31         | 3          | 4          | 5     | 1     | 1     | 6      | 2      | 1      | 42     | 6      | 6      |
| Club Totaal | Club Totaal         | Club Totaal   | 149        | 15         | 15         | 14    | 2     | 5     | 35     | 3      | 2      | 198    | 20     | 22     |
| 2016/17     | Paris Saint-Germain | Ligue 1       | 22         | 1          | 4          | 8     | 0     | 1     | 6      | 1      | 2      | 36     | 2      | 7      |
| 2017/18     | Paris Saint-Germain | Ligue 1       | 24         | 4          | 3          | 9     | 1     | 2     | 1      | 0      | 0      | 34     | 5      | 5      |
| 2018/19     | Paris Saint-Germain | Ligue 1       | 22         | 3          | 4          | 4     | 1     | 1     | 5      | 1      | 2      | 31     | 5      | 7      |
| 2019/20     | Paris Saint-Germain | Ligue 1       | 16         | 0          | 2          | 6     | 0     | 1     | 5      | 1      | 0      | 27     | 1      | 3      |
| Club Totaal | Club Totaal         | Club Totaal   | 84         | 8          | 13         | 27    | 2     | 5     | 17     | 3      | 4      | 128    | 13     | 22     |
| 2020/21     | Borussia Dortmund   | Bundesliga    | 21         | 1          | 1          | 5     | 0     | 0     | 7      | 0      | 1      | 33     | 1      | 2      |
| 2021/22     | Borussia Dortmund   | Bundesliga    | 17         | 2          | 4          | 2     | 0     | 0     | 7      | 0      | 1      | 26     | 2      | 5      |
| 2022/23     | Borussia Dortmund   | Bundesliga    | 10         | 0          | 0          | 2     | 0     | 0     | 4      | 0      | 1      | 16     | 0      | 1      |
| 2023/24     | Borussia Dortmund   | Bundesliga    | 8          | 0          | 0          | 0     | 0     | 0     | 0      | 0      | 0      | 8      | 0      | 0      |
| Club Totaal | Club Totaal         | Club Totaal   | 56         | 3          | 5          | 9     | 0     | 0     | 18     | 0      | 3      | 83     | 3      | 8      |
| 2023/24     | Trabzonspor         | Süper Lig     | 14         | 1          | 5          | 5     | 0     | 2     | -      | -      | -      | 19     | 1      | 5      |
| Club Totaal | Club Totaal         | Club Totaal   | 14         | 1          | 5          | 5     | 0     | 2     | 0      | 0      | 0      | 19     | 1      | 5      |
| TOTAAL      | TOTAAL              | TOTAAL        | 352        | 40         | 38         | 58    | 5     | 12    | 70     | 6      | 9      | 480    | 51     | 57     |

Bijgewerkt tot 31/12/2024

## Interlandcarrière
Meunier maakte op 14 november 2013 zijn debuut in het Belgisch voetbalelftal. Hij mocht toen van bondscoach Marc Wilmots als rechtsachter starten in een vriendschappelijk duel tegen Colombia.

#### EK 2016 Frankrijk
België wist zich als nummer één in haar groep te kwalificeren voor het Europees kampioenschap 2016 in Frankrijk. De Rode Duivels hielden Wales met twee punten achter zich. In mei 2016 werd hij door Marc Wilmots opgenomen in de selectie voor het EK.. De Rode Duivels waren op het EK ingedeeld in een groep met Italië, Ierland en Zweden. Meunier startte in vier van de vijf wedstrijden van de Belgen basisspeler was. In de tweede groepswedstrijd tegen Ierland, gaf hij een assist voor het tweede doelpunt. Na het EK werd Meunier een vaste waarde bij de Rode Duivels.

#### WK 2018 Rusland
Op 13 november 2016 maakte hij zijn eerste goal voor België in de WK-kwalificatiewedstrijd tegen Estland. Op 31 augustus 2017 beleefde de rechter vleugelverdediger zijn beste wedstrijd voor de Rode Duivels. Tegen Gibraltar haalde hij uit met 3 goals en 4 assists. Ook tegen Bosnië wist hij het net te vinden.
Meunier mocht mee als een van de drieëntwintig Rode Duivels naar het WK 2018. In de groepswedstrijden tegen Panama (3-0 winst) en Tunesië (5-2 winst) startte hij telkens in de basis. Tegen Engeland (0-1 winst) speelde hij niet. In de achtste finale tegen Japan gaf hij in de 94e minuut de beslissende assist voor Nacer Chadli (3-2 winst). In de kwartfinale tegen Brazilië (1-2 winst) stond hij opnieuw in de basis. In de halve finale tegen Frankrijk kwam Meunier niet in actie. Op 14 juli 2018, tijdens de troostfinale op het WK 2018 in Rusland, maakte hij in de wedstrijd tegen Engeland zijn eerste doelpunt ooit op een WK. Meunier scoorde het eerste doelpunt. België won de wedstrijd met 2–0 nadat ook Eden Hazard scoorde. België behaalde een historische bronzen medaille.

#### EK 2020
Op 17 mei 2021 werd Meunier door Roberto Martínez geselecteerd voor het EK 2020. In de drie groepswedstrijd tegen Rusland (3-0 winst), Denemarken (1-2 winst) en Finland (0-2 winst) mocht hij telkens meespelen. Tegen Rusland scoorde hij zelfs zijn eerste EK doelpunt. Ook in de twee daaropvolgende wedstrijden, de achtste finale tegen Portugal (1-0 winst) en de kwartfinale tegen Italië (1-2 verlies) begon hij als basisspeler.

#### WK 2022 Qatar
Meunier maakte deel uit van de definitieve WK-selectie voor WK 2022 in Qatar. In de eerste groepswedstrijden tegen Canada (1-0 overwinning) was hij invaller. Tegen Marokko (0-2 verlies) en Kroatië (0-0) stond Meunier in de basis. België eindigde derde in zijn groep en was hierdoor uitgeschakeld.

#### EK 2024 Duitsland
Eind mei 2024 werd Meunier opgenomen in de selectie voor het EK 2024 in Duitsland. Door een spierblessure die hij opliep in de uitzwaaiwedstrijd tegen Luxemburg kwam hij niet in actie op het EK.

## Interlands
| Interlands van Thomas Meunier voor België | Interlands van Thomas Meunier voor België | Interlands van Thomas Meunier voor België | Interlands van Thomas Meunier voor België | Interlands van Thomas Meunier voor België | Interlands van Thomas Meunier voor België |                            |
| Nr.                                       | Datum                                     | Wedstrijd                                 | Uitslag                                   | Soort wedstrijd                           | Doelpunten                                |                            |
| Als speler bij Club Brugge                | Als speler bij Club Brugge                | Als speler bij Club Brugge                | Als speler bij Club Brugge                | Als speler bij Club Brugge                | Als speler bij Club Brugge                | Als speler bij Club Brugge |
| ----------------------------------------- | ----------------------------------------- | ----------------------------------------- | ----------------------------------------- | ----------------------------------------- | ----------------------------------------- | -------------------------- |
| 1.                                        | 14 november 2013                          | België – Colombia                         | 0 – 2                                     | Vriendschappelijk                         | -                                         |                            |
| 2.                                        | 19 november 2013                          | België – Japan                            | 2 – 3                                     | Vriendschappelijk                         | -                                         |                            |
| 3.                                        | 12 november 2014                          | België – IJsland                          | 3 – 1                                     | Vriendschappelijk                         | -                                         |                            |
| 4.                                        | 10 oktober 2015                           | Andorra – België                          | 1 – 4                                     | Kwalificatie EK 2016                      | -                                         |                            |
| 5.                                        | 13 oktober 2015                           | België – Israël                           | 3 – 1                                     | Kwalificatie EK 2016                      | -                                         |                            |
| 6.                                        | 18 juni 2016                              | België – Ierland                          | 3 – 0                                     | EK 2016 groepsfase                        | -                                         |                            |
| 7.                                        | 22 juni 2016                              | Zweden – België                           | 0 – 1                                     | EK 2016 groepsfase                        | -                                         |                            |
| 8.                                        | 26 juni 2016                              | Hongarije – België                        | 0 – 4                                     | EK 2016 achtste finale                    | -                                         |                            |
| 9.                                        | 1 juli 2016                               | Wales – België                            | 3 – 1                                     | Kwartfinale EK 2016                       | -                                         |                            |
| Als speler bij Paris Saint-Germain        |                                           |                                           |                                           |                                           |                                           |                            |
| 10.                                       | 1 september 2016                          | België – Spanje                           | 0 – 2                                     | Vriendschappelijk                         | -                                         |                            |
| 11.                                       | 6 september 2016                          | Cyprus – België                           | 0 – 3                                     | Kwalificatie WK 2018                      | -                                         |                            |
| 12.                                       | 7 oktober 2016                            | België – Bosnië en Herzegovina            | 4 – 0                                     | Kwalificatie WK 2018                      | -                                         |                            |
| 13.                                       | 10 oktober 2016                           | Gibraltar – België                        | 0 – 6                                     | Kwalificatie WK 2018                      | -                                         |                            |
| 14.                                       | 9 november 2016                           | Nederland – België                        | 1 – 1                                     | Vriendschappelijk                         | -                                         |                            |
| 15.                                       | 13 november 2016                          | België – Estland                          | 8 – 1                                     | Kwalificatie WK 2018                      | 8'                                        |                            |
| 16.                                       | 31 augustus 2017                          | België - Gibraltar                        | 9 - 0                                     | Kwalificatie WK 2018                      | 18' 60' 67'                               |                            |
| 17.                                       | 3 september 2017                          | Griekenland - België                      | 1 - 2                                     | Kwalificatie WK 2018                      | -                                         |                            |
| 18.                                       | 7 oktober 2017                            | Bosnië en Herzegovina - België            | 3 - 4                                     | Kwalificatie WK 2018                      | 4'                                        |                            |
| 19.                                       | 10 oktober 2017                           | België – Cyprus                           | 4 – 0                                     | Kwalificatie WK 2018                      | -                                         |                            |
| 20.                                       | 10 november 2017                          | België – Mexico                           | 3 – 3                                     | Vriendschappelijk                         | -                                         |                            |
| 21.                                       | 14 november 2017                          | België – Japan                            | 1 – 0                                     | Vriendschappelijk                         | -                                         |                            |
| 22.                                       | 27 maart 2018                             | België – Saoedi-Arabië                    | 4 – 0                                     | Vriendschappelijk                         | -                                         |                            |
| 23.                                       | 2 juni 2018                               | België – Portugal                         | 0 – 0                                     | Vriendschappelijk                         | -                                         |                            |
| 24.                                       | 6 juni 2018                               | België – Egypte                           | 3 – 0                                     | Vriendschappelijk                         | -                                         |                            |
| 25.                                       | 11 juni 2018                              | België – Costa Rica                       | 4 – 1                                     | Vriendschappelijk                         | -                                         |                            |
| 26.                                       | 18 juni 2018                              | België – Panama                           | 3 – 0                                     | WK 2018 groepsfase                        | -                                         |                            |
| 27.                                       | 23 juni 2018                              | België – Tunesië                          | 5 – 2                                     | WK 2018 groepsfase                        | -                                         |                            |
| 28.                                       | 2 juli 2018                               | België – Japan                            | 3 – 2                                     | WK 2018 achtste finale                    | -                                         |                            |
| 29.                                       | 6 juli 2018                               | Brazilië – België                         | 1 – 2                                     | WK 2018 kwartfinale                       | -                                         |                            |
| 30.                                       | 14 juli 2018                              | België – Engeland                         | 2 – 0                                     | WK 2018 troostfinale                      | 4'                                        |                            |
| 31.                                       | 7 september 2018                          | Schotland – België                        | 0 – 4                                     | Vriendschappelijk                         | -                                         |                            |
| 32.                                       | 11 september 2018                         | IJsland – België                          | 0 - 3                                     | UEFA Nations League 2018/19               | -                                         |                            |
| 33.                                       | 12 oktober 2018                           | België – Zwitserland                      | 2 - 1                                     | UEFA Nations League 2018/19               | -                                         |                            |
| 34.                                       | 16 oktober 2018                           | België – Nederland                        | 1 – 1                                     | Vriendschappelijk                         | -                                         |                            |
| 35.                                       | 15 november 2018                          | België – IJsland                          | 2 - 0                                     | UEFA Nations League 2018/19               | -                                         |                            |
| 36.                                       | 18 november 2018                          | Zwitserland – België                      | 5 - 2                                     | UEFA Nations League 2018/19               | -                                         |                            |
| 37.                                       | 11 juni 2019                              | België – Schotland                        | 3 - 0                                     | Kwalificatie EK 2020                      | -                                         |                            |
| 38.                                       | 6 september 2019                          | San Marino – België                       | 0 - 4                                     | Kwalificatie EK 2020                      | -                                         |                            |
| 39.                                       | 9 september 2019                          | Schotland – België                        | 0 - 4                                     | Kwalificatie EK 2020                      | -                                         |                            |
| 40.                                       | 13 oktober 2019                           | Kazachstan – België                       | 0 - 2                                     | Kwalificatie EK 2020                      | 53'                                       |                            |
| Als speler bij Borussia Dortmund          |                                           |                                           |                                           |                                           |                                           |                            |
| 41.                                       | 8 september 2020                          | België – IJsland                          | 5 – 1                                     | UEFA Nations League 2020/21               | -                                         |                            |
| 42.                                       | 11 oktober 2020                           | Engeland – België                         | 2 – 1                                     | UEFA Nations League 2020/21               | -                                         |                            |
| 43.                                       | 14 oktober 2020                           | IJsland – België                          | 1 – 2                                     | UEFA Nations League 2020/21               | -                                         |                            |
| 44.                                       | 15 november 2020                          | België – Engeland                         | 2 – 0                                     | UEFA Nations League 2020/21               | -                                         |                            |
| 45.                                       | 24 maart 2021                             | België – Wales                            | 3 – 1                                     | Kwalificatie WK 2022                      | -                                         |                            |
| 46.                                       | 30 maart 2021                             | België – Wit-Rusland                      | 8 – 0                                     | Kwalificatie WK 2022                      | -                                         |                            |
| 47.                                       | 3 juni 2021                               | België – Griekenland                      | 1 – 1                                     | Vriendschappelijk                         | -                                         |                            |
| 48.                                       | 12 juni 2021                              | België - Rusland                          | 3 – 0                                     | EK 2020 groepsfase                        | 34'                                       |                            |
| 49.                                       | 17 juni 2021                              | Denemarken - België                       | 1 – 2                                     | EK 2020 groepsfase                        | -                                         |                            |
| 50.                                       | 21 juni 2021                              | Finland - België                          | 0 – 2                                     | EK 2020 groepsfase                        | -                                         |                            |
| 51.                                       | 27 juni 2021                              | België - Portugal                         | 1 – 0                                     | EK 2020 achtste finale                    | -                                         |                            |
| 52.                                       | 2 juli 2021                               | België - Italië                           | 1 – 2                                     | EK 2020 kwartfinale                       | -                                         |                            |
| 53.                                       | 13 november 2021                          | België - Estland                          | 3 – 1                                     | Kwalificatie WK 2022                      | -                                         |                            |
| 54.                                       | 16 november 2021                          | Wales - België                            | 1 – 1                                     | Kwalificatie WK 2022                      | -                                         |                            |
| 55.                                       | 3 juni 2022                               | België – Nederland                        | 1 – 4                                     | UEFA Nations League 2022/23               | -                                         |                            |
| 56.                                       | 11 juni 2022                              | Wales - België                            | 1 – 1                                     | UEFA Nations League 2022/23               | -                                         |                            |
| 57.                                       | 22 september 2022                         | België – Wales                            | 2 – 1                                     | UEFA Nations League 2022/23               | -                                         |                            |
| 58.                                       | 25 september 2022                         | Nederland – België                        | 1 – 0                                     | UEFA Nations League 2022/23               | -                                         |                            |
| 59.                                       | 18 november 2022                          | België – Egypte                           | 1 – 2                                     | Vriendschappelijk                         | -                                         |                            |
| 60.                                       | 23 november 2022                          | België – Canada                           | 1 – 0                                     | WK 2022 groepsfase                        | -                                         |                            |
| 61.                                       | 27 november 2022                          | België – Marokko                          | 0 – 2                                     | WK 2022 groepsfase                        | -                                         |                            |
| 62.                                       | 1 december 2022                           | Kroatië – België                          | 0 – 0                                     | WK 2022 groepsfase                        | -                                         |                            |
| Als speler bij Trabzonspor                |                                           |                                           |                                           |                                           |                                           |                            |
| 63.                                       | 23 maart 2024                             | Ierland – België                          | 0 – 0                                     | Vriendschappelijk                         | -                                         |                            |
| 64.                                       | 26 maart 2024                             | Engeland – België                         | 2 – 2                                     | Vriendschappelijk                         | -                                         |                            |
| 65.                                       | 5 juni 2024                               | België – Montenegro                       | 2 – 0                                     | Vriendschappelijk                         | -                                         |                            |
| 66.                                       | 8 juni 2024                               | België – Luxemburg                        | 3 – 0                                     | Vriendschappelijk                         | -                                         |                            |
| Als speler bij Lille OSC                  |                                           |                                           |                                           |                                           |                                           |                            |
| 67.                                       | 9 september 2024                          | Frankrijk – België                        | 2 – 0                                     | UEFA Nations League 2024/25               | -                                         |                            |
| 68.                                       | 20 maart 2025                             | Oekraïne – België                         | 3 – 1                                     | UEFA Nations League 2024/25 barrages      | -                                         |                            |
| 69.                                       | 23 maart 2025                             | België – Oekraïne                         | 3 – 0                                     | UEFA Nations League 2024/25 barrages      | -                                         |                            |
| 70.                                       | 6 juni 2025                               | Noord-Macedonië – België                  | 1 – 1                                     | Kwalificatie WK 2026                      | -                                         |                            |
| 71.                                       | 9 juni 2025                               | België – Wales                            | 4 – 3                                     | Kwalificatie WK 2026                      | -                                         |                            |
| Totaal                                    | Totaal                                    | Totaal                                    | Totaal                                    | Totaal                                    | 8                                         |                            |

Bijgewerkt t/m 9 juni 2025.